# Halowe Mistrzostwa Polski Seniorów w Lekkoatletyce 2025
69. Halowe Mistrzostwa Polski Seniorów w Lekkoatletyce – zawody lekkoatletyczne, które odbyły się 22 i 23 lutego 2025 w Arenie Toruń.

## Rezultaty

### Mężczyźni
| Konkurencja               | 1. miejsce                                                                              | Rezultat    | 2. miejsce                                                                            | Rezultat     | 3. miejsce                                                                       | Rezultat    |
| Bieg na 60 m              | Oliwer Wdowik CWKS Resovia Rzeszów                                                      | 6,68 SB     | Adrian Brzeziński MKL Toruń                                                           | 6,69         | Jakub Lempach AZS UMCS Lublin                                                    | 6,71 =SB    |
| Bieg na 200 m             | Patryk Wykrota KS Stal LA Ostrów Wlkp.                                                  | 21,24 SB    | Mikołaj Pyszka OŚ AZS Poznań                                                          | 21,41 PB     | Radosław Lach MKL Toruń                                                          | 21,57       |
| Bieg na 400 m             | Maksymilian Szwed AZS Łódź                                                              | 46,03 CR    | Marcin Karolewski AZS AWF Wrocław                                                     | 47,10 PB     | Mateusz Rzeźniczak MKS Aleksandrów Łódzki                                        | 47,16       |
| Bieg na 800 m             | Maciej Wyderka AZS AWF Katowice                                                         | 1:46,14 CR  | Patryk Sieradzki CWZS Zawisza Bydgoszcz SL                                            | 1:46,33 PB   | Bartosz Kitliński AZS UMCS Lublin                                                | 1:46,34     |
| Bieg na 1500 m            | Filip Rak AZS KU Politechniki Opolskiej                                                 | 3:49,00     | Michał Groberski UKS Barnim Goleniów                                                  | 3:49,87      | Marcin Biskup CWZS Zawisza Bydgoszcz SL                                          | 3:50,97     |
| Bieg na 3000 m            | Filip Rak AZS KU Politechniki Opolskiej                                                 | 7:50,96 PB  | Kamil Herzyk SLiS JUST TEAM Bielsko-Biała                                             | 7:54,39      | Michał Groberski UKS Barnim Goleniów                                             | 8:02,33     |
| Bieg na 60 m przez płotki | Jakub Szymański SKLA Sopot                                                              | 7,43 CR     | Damian Czykier KS Podlasie Białystok                                                  | 7,62         | Krzysztof Kiljan AZS AWF Warszawa                                                | 7,65        |
| Sztafeta 4 × 200 metrów   | KS Stal LA Ostrów Wlkp. Patryk Wykrota Aleksander Wojtasik Kacper Cegła Cyprian Adamcio | 1:26,60     | AZS AWF Wrocław Dominik Łuczyński Jarosław Gołąb Szymon Szachniewicz Rafał Dziewięcki | 1:28,22      | AZS AWF Katowice Wiktor Cygan Artur Łęczycki Adam Paździerz Przemysław Kozłowski | 1:29,21     |
| Chód na 5000 m            | Maher Ben Hlima RKS Łódź                                                                | 18:47,63 PB | Arkadiusz Schiedel MLKS Nadwiślanin Chełmno                                           | 21:08,33     | Kacper Drobik RK Athletics Warszawa                                              | 21:44,42 PB |
| Skok wzwyż                | Mikołaj Szczęsny CWZS Zawisza Bydgoszcz SL                                              | 2,17 =PB    | Cezar Sidya GKS Olimpia Grudziądz                                                     | 2,13 =PB     | Hubert Jasek ZLKL Zielona Góra                                                   | 2,13 PB     |
| Skok o tyczce             | Piotr Lisek KMS Szczecin                                                                | 5,60        | Robert Sobera AZS AWF Wrocław                                                         | 5,40         | Filip Kempski AZS AWF Katowice                                                   | 5,40        |
| Skok w dal                | Piotr Tarkowski AZS-AWF Biała Podlaska                                                  | 7,87 SB     | Adrian Brzeziński MKL Toruń                                                           | 7,86 PB      | Krzysztof Grochowski AZS AWF Warszawa                                            | 7,67 PB     |
| Trójskok                  | Wojciech Galik WKS Wawel Kraków                                                         | 16,01 PB    | Jakub Bracki MKS Aleksandrów Łódzki                                                   | 15,92 PB     | Kacper Rudnik MKL Toruń                                                          | 15,29 PB    |
| Pchnięcie kulą            | Konrad Bukowiecki AZS UWM Olsztyn                                                       | 21,32 SB    | Szymon Mazur AZS AWF Warszawa                                                         | 18,56        | Wojciech Marok MKL Jurand Szczytno                                               | 18,11 SB    |
| Siedmiobój                | Paweł Wiesiołek KS Warszawianka                                                         | 5722 pkt.   | Artur Brzeziński AZS AWF Wrocław                                                      | 5429 pkt. PB | Olivier Tarasiewicz AZS AWF Warszawa                                             | 5133 pkt.   |

### Kobiety
| Konkurencja               | 1. miejsce                                                                              | Rezultat       | 2. miejsce                                                                | Rezultat     | 3. miejsce                                                                | Rezultat     |
| Bieg na 60 m              | Ewa Swoboda KS Podlasie Białystok                                                       | 7,23           | Aleksandra Piotrowska AZS-AWFiS Gdańsk                                    | 7,35         | Magdalena Stefanowicz AZS AWF Katowice                                    | 7,39         |
| Bieg na 200 m             | Magdalena Niemczyk UKS Tiki-Taka Kolbuszowa                                             | 23,24          | Marlena Granaszewska KS Podlasie Białystok                                | 23,85 SB     | Monika Romaszko KS Agros Zamość                                           | 24,14        |
| Bieg na 400 m             | Justyna Święty-Ersetic AZS AWF Katowice                                                 | 51,52          | Natalia Bukowiecka KS Podlasie Białystok                                  | 51,87 SB     | Anastazja Kuś AZS UWM Olsztyn                                             | 53,20 PB     |
| Bieg na 800 m             | Anna Wielgosz CWKS Resovia Rzeszów                                                      | 2:00,75        | Angelika Sarna AZS AWF Warszawa                                           | 2:00,76 PB   | Aleksandra Formella SKLA Sopot                                            | 2:01,53 PB   |
| Bieg na 1500 m            | Weronika Lizakowska KUKS Remus Kościerzyna                                              | 4:13,02        | Kinga Królik UKS Azymut Pabianice                                         | 4:15,21      | Aleksandra Płocińska SRS Kondycja Piaseczno                               | 4:16,22      |
| Bieg na 3000 m            | Weronika Lizakowska KUKS Remus Kościerzyna                                              | 8:48,00 =CR PB | Alicja Konieczek OŚ AZS Poznań                                            | 8:53,00 SB   | Kinga Królik UKS Azymut Pabianice                                         | 8:58,02      |
| Bieg na 60 m przez płotki | Pia Skrzyszowska AZS AWF Warszawa                                                       | 7,97           | Marika Majewska AZS AWF Gorzów                                            | 8,15         | Kaja Wesołowska AZS AWF Gorzów                                            | 8,17 PB      |
| Sztafeta 4 × 200 metrów   | AZS AWF Katowice Paulina Guzowska Magdalena Stefanowicz Oliwia Zimoląg Martyna Guzowska | 1:36,41        | AZS-AWF Gorzów Aleksandra Jeż Marika Majewska Zofia Rojek Kaja Wesołowska | 1:37,09      | OŚ AZS Poznań Julia Dziamska Maja Matyśkiewicz Maja Pawłowska Marta Zimna | 1:37,76      |
| Chód na 3000 m            | Katarzyna Zdziebło LKS Stal Mielec                                                      | 12:45,7        | Magdalena Żelazna AZS-AWF Gorzów                                          | 12:57,3      | Kinga Waleriańczyk KMKL Sztorm Kołobrzeg                                  | 13:43,8      |
| Skok wzwyż                | Wiktoria Miąso CWKS Resovia Rzeszów                                                     | 1,82           | Paulina Borys SKLA Sopot                                                  | 1,82         | Alicja Wysocka CWKS Resovia Rzeszów                                       | 1,78         |
| Skok o tyczce             | Anna Łyko AZS AWF Wrocław                                                               | 4,27 PB        | Natalia Biskupska KKL Kielce                                              | 4,17 PB      | Zofia Jastrząb KKL Kielce                                                 | 4,07         |
| Skok w dal                | Anna Matuszewicz MKL Toruń                                                              | 6,71 PB NU23R  | Nikola Horowska ALKS AJP Gorzów Wlkp.                                     | 6,51         | Roksana Jędraszak OŚ AZS Poznań                                           | 6,38         |
| Trójskok                  | Agnieszka Bednarek AZS Łódź                                                             | 13,41 SB       | Adrianna Laskowska OŚ AZS Poznań                                          | 13,25 SB     | Karolina Młodawska KKL Kielce                                             | 13,15 SB     |
| Pchnięcie kulą            | Zuzanna Maślana KS Podlasie Białystok                                                   | 16,92 SB       | Klaudia Kardasz KS Podlasie Białystok                                     | 16,75 SB     | Aleksandra Torończak MKS Agros Chełm                                      | 15,07 PB     |
| Pięciobój                 | Paulina Ligarska SKLA Sopot                                                             | 4615 pkt. PB   | Julia Słocka AZS AWF Warszawa                                             | 4331 pkt. PB | Edyta Bielska SKLA Sopot                                                  | 4280 pkt. PB |

### Drużyna mieszana
| Konkurencja                      | 1. miejsce                                                                                      | Rezultat | 2. miejsce                                                                  | Rezultat | 3. miejsce                                                             | Rezultat |
| Sztafeta mieszana 4 × 400 metrów | AZS UMCS Lublin Jan Śmietanka Adrianna Janowicz-Półtorak Remigiusz Zazula Alicja Wrona-Kutrzepa | 3:25,44  | AZS AWF Warszawa Szymon Dziuba Julia Sokołowska Mateusz Borkowski Anna Gryc | 3:26,54  | AZS AWF Wrocław Dominik Paś Paulina Kubis Marcin Karolewski Anna Pałys | 3:27,20  |